# Cransley
Cransley est une paroisse civile du Northamptonshire, en Angleterre.